# Indy Lights 1999
De 1999 CART PPG/Dayton Indy Lights Kampioenschap was het veertiende kampioenschap van de Indy Lights.

## Teams en Rijders
Alle teams reden met een Lola T97/20-chassis en met een 3.5 L Buick V6-motor.
| Team                         | Nr | Rijder              | Sponsor(s)                                              | Opmerkingen                                                   |
| ---------------------------- | -- | ------------------- | ------------------------------------------------------- | ------------------------------------------------------------- |
| Forsythe Championship Racing | 1  | Airton Dare         | Banestado                                               |                                                               |
| Forsythe Championship Racing | 6  | Guy Smith           | Swift Caravans                                          |                                                               |
| Johansson Motorsports        | 2  | Ben Collins         | NTS Computers / Hays Home Delivery                      |                                                               |
| Johansson Motorsports        | 3  | Scott Dixon         | NTS Computers / Diagem / Speedbet                       |                                                               |
| ?                            | 4  | Kenny Wilden        | Trizechahn / Newcourt                                   | Reed alleen in Toronto                                        |
| Brian Stewart Racing         | 5  | David Pook          | Sage & Clay / Quickline                                 |                                                               |
| Brian Stewart Racing         | 10 | Rodolfo Lavin       | Corona / Modelo                                         |                                                               |
| Lucas Motorsports            | 7  | Geoff Boss          | Cross / Exide Electronics / Powerware / Timba / Lacoste |                                                               |
| Lucas Motorsports            | 8  | Andy Boss           | Cross / Exide Electronics / Powerware / Timba / Lacoste |                                                               |
| Conquest Racing              | 11 | Chris Menninga      | Mi-Jack / Cambridge Health                              |                                                               |
| Conquest Racing              | 21 | Felipe Giaffone     | Hollywood / Comet                                       |                                                               |
| Conquest Racing              | 40 | Rolando Quintanilla | Telmex / Tecate / Quaker State                          | Reed alleen in Californië                                     |
| PacWest Lights               | 17 | Tony Renna          | Motorola                                                | Reed in Milwaukee, Portland, Cleveland, Toronto en Californië |
| PacWest Lights               | 17 | Boris Derichebourg  | CFF / Motorola                                          | Reed in Detroit, Chicago en Laguna Seca                       |
| PacWest Lights               | 18 | Didier André        | Motorola / PlayStation                                  |                                                               |
| Team KOOL Green              | 27 | Jonny Kane          | Kool                                                    |                                                               |
| Dorricott Racing             | 30 | Casey Mears         | Sooner Trailer / American Wheel                         |                                                               |
| Dorricott Racing             | 31 | Philip Peter        | Red Bull / Remus / Estebe                               |                                                               |
| Dorricott Racing             | 32 | Oriol Servia        | Catalonia / Racc / Elf                                  |                                                               |
| Genoa Racing                 | 61 | Cory Witherill      | WSA Healthcare                                          |                                                               |
| Genoa Racing                 | 62 | Oswaldo Negri jr.   | Carusi Wheels                                           | Reed alleen in Long Beach                                     |
| Team Mexico Quaker Herdez    | 87 | Mario Dominguez     | Quaker State "Viva Mexico"                              |                                                               |
| Team Mexico Quaker Herdez    | 88 | Derek Higgins       | Quaker State Mexico                                     |                                                               |
| Team Mexico Quaker Herdez    | 89 | Luis Diaz           | Quaker State Mexico                                     | Reed alleen in Long Beach                                     |

## Races
| Race | Datum        | Circuit                         | Locatie        |
| ---- | ------------ | ------------------------------- | -------------- |
| 1    | 21 Maart     | Long Beach street circuit       | Long Beach, CA |
| 2    | 18 April     | Nazareth Speedway               | Nazareth, PE   |
| 3    | 2 Mei        | Homestead-Miami Speedway        | Homestead, FL  |
| 4    | 6 Juni       | Milwaukee Mile                  | West Allis, WI |
| 5    | 20 Juni      | Portland International Raceway  | Portland, OR   |
| 6    | 27 Juni      | Mid-Ohio Sports Car Course      | Cleveland, OH  |
| 7    | 18 Juli      | Exhibition Place                | Toronto, ON    |
| 8    | 24 Juli      | Michigan International Speedway | Brooklyn, MI   |
| 9    | 8 Augustus   | Belle Isle Raceway              | Detroit, MI    |
| 10   | 22 Augustus  | Chicago Motor Speedway          | Cicero, IL     |
| 11   | 12 September | Laguna Seca Raceway             | Monterey, CA   |
| 12   | 30 Oktober   | California Speedway             | Fontana, CA    |

## Race resultaten
| Race | Race naam    | Pole positie    | Snelste ronde   | Meeste ronden aan de leiding | Winnende rijder | Winnende team                |
| ---- | ------------ | --------------- | --------------- | ---------------------------- | --------------- | ---------------------------- |
| 1    | Long Beach   | Mario Domínguez | Mario Domínguez | Mario Domínguez              | Mario Domínguez | Team Mexico Quaker Herdez    |
| 2    | Pennsylvania | Felipe Giaffone | Felipe Giaffone | Felipe Giaffone              | Philip Peter    | Dorricott Racing             |
| 3    | Homestead    | Oriol Servia    | Casey Mears     | Airton Dare                  | Airton Dare     | Forsythe Championship Racing |
| 4    | Milwaukee    | Felipe Giaffone | Tony Renna      | Derek Higgins                | Derek Higgins   | Team Mexico Quaker Herdez    |
| 5    | Portland     | Oriol Servia    | Jonny Kane      | Philip Peter                 | Philip Peter    | Dorricott Racing             |
| 6    | Ohio         | Didier André    | Derek Higgins   | Derek Higgins                | Derek Higgins   | Team Mexico Quaker Herdez    |
| 7    | Toronto      | Geoff Boss      | Geoff Boss      | Geoff Boss                   | Geoff Boss      | Lucas Motorsports            |
| 8    | Michigan     | Jonny Kane      | Rodolfo Lavin   | Philip Peter                 | Philip Peter    | Dorricott Racing             |
| 9    | Belle Isle   | Oriol Servia    | Felipe Giaffone | Derek Higgins                | Derek Higgins   | Team Mexico Quaker Herdez    |
| 10   | Cicero       | Scott Dixon     | Guy Smith       | Scott Dixon                  | Scott Dixon     | Johansson Motorsports        |
| 11   | Monterey     | Guy Smith       | Didier André    | Didier André                 | Didier André    | PacWest Lights               |
| 12   | Californië   | Jonny Kane      | Casey Mears     | Didier André                 | Jonny Kane      | Team KOOL Green              |

## Uitslagen
| Pos | Rijder              | LBH | NAZ | MIA | MIL | POR | CLE | TOR | MIS | DET | CHI | LS | FON | Punten |
| --- | ------------------- | --- | --- | --- | --- | --- | --- | --- | --- | --- | --- | -- | --- | ------ |
| 1   | Oriol Servia        | 6   | 12  | 2   | 5   | 2   | 2   | 2   | 5   | 2   | 4   | 7  | 14  | 130    |
| 2   | Casey Mears         | 5   | 5   | 3   | 2   | 4   | 8   | 8   | 2   | 9   | 3   | 5  | 13  | 116    |
| 3   | Philip Peter        | 13  | 1   | 8   | 11  | 1*  | 4   | 7   | 1*  | 8   | 12  | 8  | 10  | 101    |
| 4   | Jonny Kane          | 7   | 16  | 12  | 9   | 6   | 18  | 5   | 7   | 3   | 9   | 3  | 1   | 89     |
| 5   | Scott Dixon         | 3   | 2   | 4   | 15  | 11  | 14  | 18  | 16  | 7   | 1*  | 2  | 16  | 88     |
| 6   | Felipe Giaffone     | 17  | 10* | 18  | 4   | 10  | 3   | 4   | 3   | 4   | 8   | 18 | 20  | 78     |
| 7   | Derek Higgins       | DNS | 19  | 11  | 1*  | 16  | 1*  | 12  | 11  | 1*  | 6   | 19 | 15  | 76     |
| 8   | Didier André        | 14  | 4   | 16  | 13  | 17  | 17  | 3   | 12  | 5   | 13  | 1* | 3*  | 74     |
| 9   | Guy Smith           | 11  | 18  | 10  | 8   | 3   | 11  | 6   | 6   | 13  | 2   | 4  | 19  | 71     |
| 10  | Airton Dare         | 2   | 17  | 1*  | 7   | 5   | 5   | 19  | 15  | 15  | 18  | 12 | 8   | 69     |
| 11  | Mario Domínguez     | 1*  | 6   | 17  | 16  | 15  | 9   | 20  | 4   | 17  | 5   | 16 | 5   | 66     |
| 12  | Geoff Boss          | 8   | 3   | 13  | 14  | 12  | 13  | 1*  | 9   | 6   | 11  | 14 | 11  | 58     |
| 13  | Ben Collins         | 10  | 11  | 5   | 18  | 8   | 6   | 16  | 18  | 18  | 7   | 15 | 2   | 50     |
| 14  | Chris Menninga      | 9   | 8   | 6   | 12  | 7   | 10  | 10  | 13  | 19  | 10  | 6  | 7   | 47     |
| 15  | Andy Boss           | 4   | 13  | 15  | 10  | 9   | 7   | 13  | 10  | 10  | 17  | 17 | 12  | 32     |
| 16  | Tony Renna          |     |     |     | 3   | 14  | 19  | 14  | DNQ |     |     |    | 6   | 22     |
| 17  | Rodolfo Lavin       | 16  | 9   | 9   | 19  | 18  | 15  | 17  | 8   | 11  | 14  | 13 | 9   | 19     |
| 18  | Cory Witherill      | 15  | 14  | 14  | 17  | 19  | 16  | 11  | 17  | 12  | 15  | 11 | 4   | 17     |
| 19  | David Pook          | 12  | 15  | 7   | 6   | 13  | 12  | 15  | 14  | 14  | 16  | 20 | 17  | 2      |
| 20  | Oswaldo Negri jr.   |     | 7   |     |     |     |     |     |     |     |     |    |     | 6      |
| 21  | Boris Derichebourg  |     |     |     |     |     |     |     |     | 16  | DNS | 9  |     | 4      |
| 21  | Kenny Wilden        |     |     |     |     |     |     | 9   |     |     |     |    |     | 4      |
| 23  | Luis Diaz           |     |     |     |     |     |     |     |     |     |     | 10 |     | 3      |
| 24  | Rolando Quintanilla |     |     |     |     |     |     |     |     |     |     |    | 18  | 0      |
| Pos | Rijder              | LBH | NAZ | MIA | MIL | POR | CLE | TOR | MIS | DET | CHI | LS | FON | Punten |

| Kleur       | Resultaat                       |
| ----------- | ------------------------------- |
| Goud        | Winnaar                         |
| Zilver      | 2de plaats                      |
| Brons       | 3de plaats                      |
| Groen       | 4de en 5de plaats               |
| Lichtblauw  | 6de–10de plaats                 |
| Donkerblauw | Gefinisht (buiten de Top 10)    |
| Paars       | Niet gefinisht                  |
| Rood        | Niet gekwalificeerd (DNQ)       |
| Bruin       | Teruggetrokken (Wth)            |
| Zwart       | Gediskwalificeerd (DSQ)         |
| Wit         | Niet Gestart (DNS)              |
| Blank       | Nam geen deel aan de race (DNP) |
| Blank       | Niet geracet                    |

| Toegevoegde info    |                                                      |
| vet                 | Pole positie (1 punt)                                |
| cursief             | Snelste ronde                                        |
| *                   | Meeste ronden aan de leiding (2 punten)              |
| 1                   | Kwalificatie geannuleerd geen bonuspunten uitgedeeld |
| Rookie van het Jaar |                                                      |
| Rookie              |                                                      |

| Kleur       | Resultaat                       |
| ----------- | ------------------------------- |
| Goud        | Winnaar                         |
| Zilver      | 2de plaats                      |
| Brons       | 3de plaats                      |
| Groen       | 4de en 5de plaats               |
| Lichtblauw  | 6de–10de plaats                 |
| Donkerblauw | Gefinisht (buiten de Top 10)    |
| Paars       | Niet gefinisht                  |
| Rood        | Niet gekwalificeerd (DNQ)       |
| Bruin       | Teruggetrokken (Wth)            |
| Zwart       | Gediskwalificeerd (DSQ)         |
| Wit         | Niet Gestart (DNS)              |
| Blank       | Nam geen deel aan de race (DNP) |
| Blank       | Niet geracet                    |

| Toegevoegde info    |                                                      |
| vet                 | Pole positie (1 punt)                                |
| cursief             | Snelste ronde                                        |
| *                   | Meeste ronden aan de leiding (2 punten)              |
| 1                   | Kwalificatie geannuleerd geen bonuspunten uitgedeeld |
| Rookie van het Jaar |                                                      |
| Rookie              |                                                      |

| Positie | 1  | 2  | 3  | 4  | 5  | 6 | 7 | 8 | 9 | 10 | 11 | 12 |
| ------- | -- | -- | -- | -- | -- | - | - | - | - | -- | -- | -- |
| Punten  | 20 | 16 | 14 | 12 | 10 | 8 | 6 | 5 | 4 | 3  | 2  | 1  |

1986 ·
1987 ·
1988 ·
1989 ·
1990 ·
1991 ·
1992 ·
1993 ·
1994 ·
1995 ·
1996 ·
1997 · 
1998 ·
1999 ·
2000 ·
2001 ·
2002 ·
2003 ·
2004 ·
2005 ·
2006 ·
2007 ·
2008 ·
2009 ·
2010 ·
2011 ·
2012 ·
2013 ·
2014 ·
2015 ·
2016 ·
2017 ·
2018 ·
2019 ·
2020 ·
2021 ·
2022 ·
2023 ·
2024 ·
2025

Lijst van coureurs